# Mariana Roșca
Mariana Roșca este o fostă judecătoare română în cadrul Tribunalului Bihor.
A fost primul magistrat român trimis în judecată în lipsă și dat în urmărire generală și internațională.
În mai 2003 a fost condamnată de Curtea Supremă de Justiție la 11 ani de închisoare cu executare.
Roșca fusese trimisă în judecată pentru două infracțiuni de luare de mită și o infracțiune de abuz în serviciu contra intereselor persoanelor, cu consecințe deosebit de grave.
Roșca a fost acuzată că, în perioada 1999-2000, în calitate de judecător sindic, ar fi pretins și ar fi luat diverse sume de bani de la lichidatorii Bereczki Ludovic și Valer Buda, totalul cifrându-se la 960 de milioane de lei vechi.
Pe de altă parte, Roșca a fost acuzată și că a vândut activele societății Multimec SA Marghita sub prețul real, cauzând un prejudiciu în valoare de 15,2 miliarde de lei vechi.
Roșca și-a ispășit pedeapsa în mai multe penitenciare din țară: Rahova, Târgșor, Movila Vulpii și din nou Târgșor, de unde a și fost eliberată condiționat în 2008.
În februarie 2010 a câștigat procesul intentat României la CEDO în care reclama condițiile mizere suportate în mai multe închisori din țară.